# Resolució 2421 del Consell de Seguretat de les Nacions Unides
La Resolució 2421 del Consell de Seguretat de les Nacions Unides fou adoptada per unanimitat el 14 de juny de 2018. Després de recordar les resolucions sobre la situació a l'Iraq, en particular les resolucions 1500 (2003), 1546 (2004), 1557 (2004), 1619 (2005), 1700 (2006), 1770 (2007), 1830 (2008), 1883 (2009), 1936 (2010), 2001 (2011), 2061 (2012), 2110 (2013), 2169 (2014), 2233 (2015), 2299 (2016) i 2379 (2017), el Consell de Seguretat de l'ONU va acordar ampliar el mandat de la Missió d'Assistència de les Nacions Unides per a l'Iraq (UNAMI) 10 mesos fins al 31 de maig de 2019, amb un enfocament que permeti avançar en el seu paper en la reconstrucció i la reconciliació. Va instar el Representant Especial del Secretari General a donar prioritat al suport i assistència al govern iraquià i als promotors del diàleg, facilitar el lliurament d'ajut humanitari i a recollir proves de crims de guerra, crims contra la humanitat i genocidi comesos per Estat Islàmic.